# Debby Moore
Debby Moore (* 1925 als Emmaline Maultsby in St. Augustine, Florida; † 2. Januar 2017 ebenda) war eine US-amerikanische Jazzsängerin.

## Leben und Karriere
Emmaline Maultsby besuchte in ihrem Heimatort die High School (jetzt Lincolnville Museum and Cultural Center) und ging mit 17 Jahren 1942 nach New York, um eine Karriere als Jazzsängerin zu machen. Dort wohnten schon eine Tante und ihre Cousins. Sie sang mit einigem Erfolg in Clubs, mit den Bands von Earl Hines (Solistin im Orchester 1954), Rex Stewart (Great South Bay Jazz Festival 1958) und Count Basie und wurde von Louis Armstrong protegiert; sie war mit dessen Frau befreundet. Sie nahm den Künstlernamen Debbie an und nahm mit dem Arrangeur Don Donaldson Five Months, Two Weeks, Two Days auf, der ein Hit wurde. Der Titel folgt dem Ausspruch eines Seemanns, der Gast in einem Club war, in dem sie auftrat, und der damit die Zeit seit seinem Ausscheiden aus der US Navy zählte. Sie machte eine Japan/Korea-Tour für den USO und ist heute vor allem für ihr Album My Kind of Blues von 1960 bekannt, ihr zweites Album. Neben Standards (darunter solche von Jimmy Rushing und Ray Charles) mit starker Blues-Färbung interpretierte sie auch eigene Titel wie Five Months, Two Weeks, Two Days. Arrangeur war wieder Don Donaldson. Sie wurde auf dem Album von Jazzgrößen wie Elvin Jones und Sweets Edison begleitet. Sie sang nicht nur, sondern pfiff auch während ihres Gesangs (nach eigenen Worten zuerst in Japan, nachdem sie einen Teil des Textes vergessen hatte). Außerdem war sie für ihren Humor bekannt. Kurz vor ihrem Tode wurde in ihrem Heimatort ein Musical über ihr Leben aufgeführt.
Die Aufnahme des Albums war der Höhepunkt ihrer Karriere. Nach eigenen Worten durchlebte sie danach harte Zeiten. Eine Zusammenarbeit mit Frank Sinatra zerschlug sich nach eigenen Worten, da sie verschiedenen Gewerkschaften angehörten. 1976 starb ihre Mutter und sie ging nach St. Augustine zurück und gab ihre Karriere als Jazzsängerin auf. Sie heiratete unter dem Namen Emmaline McDade (und war in ihrem Heimatort als Debbie McDade bekannt) und hatte zwei Kinder.
Als Vorbild nannte sie gegenüber Leonard Feather Lena Horne (frühe Aufnahmen für Tuxedo, RCA Victor).

## Aufnahmen
- My Kind of Blues, mit Sweets Edison (tr), Jimmy Jones (p), Barry Galbraith (g), George Duvivier (b), Elvin Jones (dr), Top Rank International 1960 (wiederveröffentlicht bei Fresh Sound Records)